# REO Speedwagon
REO Speedwagon é uma banda de rock americana formada em 1967 por Neal Doughty (teclado), Gary Richrath (guitarra), Gregg Philbin (baixo) e Terry Luttrel (vocais).
O grupo foi de grande sucesso nos anos 1980, principalmente nos EUA, e apesar das inúmeras mudanças na formação (principalmente em relação ao vocalista), ainda existe, e continua a tocar ao vivo e a lançar discos.
O nome da banda vem de uma marca de caminhão, denominada REO Speed Wagon, de 1915 que foi produzido por Ransom Eli Olds.
Uma de suas canções de maior sucesso foi Can't Fight This Feeling. A música depois fez parte do seriado Glee.
Teve aparição também na segunda temporada do seriado Supernatural, tocando em um episódio da série.

## Discografia
- 1971 R E O Speedwagon
- 1972 R.E.O./T.W.O.
- 1973 Ridin' the Storm Out
- 1974 Lost in a Dream
- 1975 This Time We Mean It
- 1976 R.E.O.
- 1977 Live: You Get What You Play For
- 1978 You Can Tune a Piano, But You Can't Tuna Fish
- 1979 Nine Lives
- 1980 Hi Infidelity
- 1982 Good Trouble
- 1984 Wheels Are Turnin'
- 1987 Life As We Know It
- 1988 The Hits
- 1990 The Earth, a Small Man, His Dog and a Chicken
- 1996 Building the Bridge
- 1999 The Ballads
- 2001 Live: Plus
- 2007 Find Your Own Way Home
- 2009 Not So Silent Night...Christmas With REO Speedwagon